# Christoph Kappesser

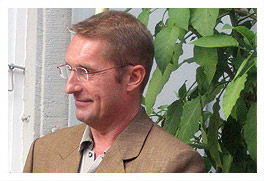
Christoph Kappesser (2007)

Christoph Kappesser (* 6. April 1960 in Worms; † 10. August 2020 in Darmstadt) war ein Bildhauer und Kunstpädagoge. Er lebte und arbeitete in Darmstadt.

## Ausbildung und Lehrtätigkeit
Kappesser begann 1980 ein Studium an der Fachhochschule für Gestaltung in Aachen, wo er in der Zeit von 1981 bis 1986 Schüler von Lutz Brockhaus war. Von 1988 bis 1999 hatte er einen Lehrauftrag für Bildhauerei an der FH Aachen. In dieser Zeit, 1997, gab er schon Kurse für Sachzeichnen und Malerei in der Kunsthalle Darmstadt, was später seine Hauptaufgabe wurde. Weitere Kurse gab er in der nahegelegenen Freien Kunstschule in Dieburg. 2003 wechselte er an die Staatliche Zeichenakademie Hanau.

## Werke

### Ausstellungen und Wettbewerbe im In- und Ausland
- 1985 Erster Preis Brunnenwettbewerb in Groß-Gerau (Fertigstellung 1987)
- 1986 Jahresausstellung der Darmstädter Sezession, Künstlerhaus Ziegelhütte, Darmstadt
- 1988 Osthaus Museum Hagen
- 1990 Jahresausstellung der Darmstädter Sezession, Künstlerhaus Ziegelhütte, Darmstadt
- 1992 Einzelausstellung Studio Kunsthalle Darmstadt
- 1994 Freiplastik Himmelszelt, Carl-Ulrich-Schule, Darmstadt (Aufstellung 1994)
- 1994 Junge Kunst bei uns, Institut Mathildenhöhe, Darmstadt
- 1995 Zweiter Preis Simposio Internazionale di Scultura su Granito, Buddusò (Sardinien)
- 1996 Einzelausstellung Verein zur Kunstförderung, Darmstadt
- 1997 Zweiter Preis Wettbewerb Casa Nova, Debis-Haus, Aachen
- 1998 Aufstellung Freiplastik Passagiere, Kopernikusplatz, Darmstadt (Anfertigung 1992)
- 2000 Mitglied im Bundesverband Bildender Künstlerinnen und Künstler, Beteiligung an dessen Ausstellungen und Aktionen
- 2000 Kunstmesse 8. Artiade, St.-Lorenz-Kirche, Alkmaar, Niederlande
- 2000 Bildhauer-Symposion Am Strom der Zeit, Hofgut Guntershausen (Kühkopf)
- 2001 Gallerie de Tellor, Alkmaar, Niederlande
- 2002 Peripherie, Orangerie Darmstadt
- 2004 Hofgut Rheinheim
- 2005 Galerie Lattemann, Darmstadt
- 2006 Erster Preis Freiplastikwettbewerb, Georg-August-Zinn-Schule, Darmstadt-Wixhausen
- 2007 Gemeinschaftsausstellung mit Irmi Lang-Kummer Christoph Kapseln und Irmi Lang-Kummer, Staatspark Fürstenlager, Bensheim-Auerbach
- 2008 Einzelausstellung Von der Skizze zur Skulptur, Wein-Schubert, Darmstadt
- 2009 Einzelausstellung Skulpturen und Zeichnungen, Museums-Kunsthaus Heylshof, Worms
- 2009 Gemeinschaftsausstellung mit Friederike Walter Raum und Figur – Figur und Raum, Darmstadt[2]
- 2011 Gemeinschaftsausstellung mit Waldemar Kufner, Staatspark Fürstenlager, Bensheim-Auerbach
- 2012 Einzelausstellung, Fenstergalerie Will, Darmstadt
- 2012 Beteiligung am Kultursommer Südhessen, Landratsamt Heppenheim
- 2013 Einzelausstellung Modus vivendi, Galerie Lattemann, Mühltal
- 2015 Einzelausstellung Neue Arbeiten, Fenstergalerie Will, Darmstadt[3]
- 2016 Gemeinschaftsausstellung Farbe Weiss, Atelierhaus Darmstadt

### Arbeiten im öffentlichen Raum
- 1987 Brunnen der zwei Flüsse, Groß-Gerau
- 1994 Himmelszelt, Astrid-Lindgren-Schule, Darmstadt
- 1995 Mano lavoro, Buddusò, Italien
- 1997 Spiel, Debis-Haus, Aachen
- 1998 Passagiere, Kopernikusplatz, Darmstadt
- 2000 Landschaftsfigur, Kühkopf, Stockstadt am Rhein
- 2001 Stehende Wilhelmshof, Siebeldingen
- 2005 Windbeutel, Alsheim (Rheinhessen)
- 2006 Masken der Freundschaft, Georg-August-Zinn-Schule, Darmstadt-Wixhausen